# Postislamismo
El Postislamismo es una tendencia intelectual que surge en Irán y propone la separación de la religión de la política y la negación del wilayat faqih, principio de la indisociabilidad de lo religioso y lo político.

## Pensamiento y consecuencias
Se puede resumir su pensamiento básico como lo define el intelectual Abdolkarim Sorush:
“La religión es un don de dios. Sin embargo, la interpretan los hombres. La interpretación humana varía según las épocas y las circunstancias; está influida por la historia, la sociedad, etc. En consecuencia, si la religión es sagrada, el pensamiento humano no lo es. Por lo tanto, tenemos el derecho de no estar de acuerdo con [el principio de indisociabilidad de lo religioso y de lo político] enunciado por el Imam Jomeini”.
Las consecuencias lógicas de estas ideas son la negación del poder absoluto del derecho islámico y de los clérigos.